# خوان آگیلرا
 خوان آگیلرا (به انگلیسی: Juan Aguilera؛ زادهٔ ۲۲ مارس ۱۹۶۲ – درگذشتهٔ ۲۵ مارس ۲۰۲۵) تنیس‌باز اهل اسپانیا بود. 